# Axion Swiss Bank
Die Axion Swiss Bank SA ist eine auf die Vermögensverwaltung spezialisierte Schweizer Privatbank mit Sitz in Lugano. Das Bankinstitut beschäftigt 66 Mitarbeiter und wies per Ende 2020 eine Bilanzsumme von 1.46 Milliarden Schweizer Franken auf.

## Geschichte
Das Unternehmen wurde 1998 unter dem Namen Unicredito (Suisse) Bank SA als Tochtergesellschaft des italienischen Bankkonzerns Unicredit gegründet. Im Rahmen eines Management-Buy-outs wurde das Bankinstitut 2010 an die Tessiner Kantonalbank verkauft und in Axion Swiss Bank umbenannt. Die Tessiner Kantonalbank hält seither über eine Zwischenholding 80 Prozent des Aktienkapitals. Die restlichen 20 Prozent befinden sich im Besitz des Managements der Axion Swiss Bank. Im Jahr 2013 gehörten 100 % der Aktien der Tessiner Kantonalbank und 2015 wurde die Axion Swiss Bank Besitzerin der Société Générale Private Banking Lugano.